# Шафировский проспект
Шафи́ровский проспект — крупная магистраль в Красногвардейском районе Санкт-Петербурга. Начинается от Пискарёвского проспекта, являясь продолжением проспекта Непокорённых и частью Центральной дуговой магистрали. Упирается в Кольцевую дорогу. Нумерация домов начинается от Пискарёвского проспекта.

## История

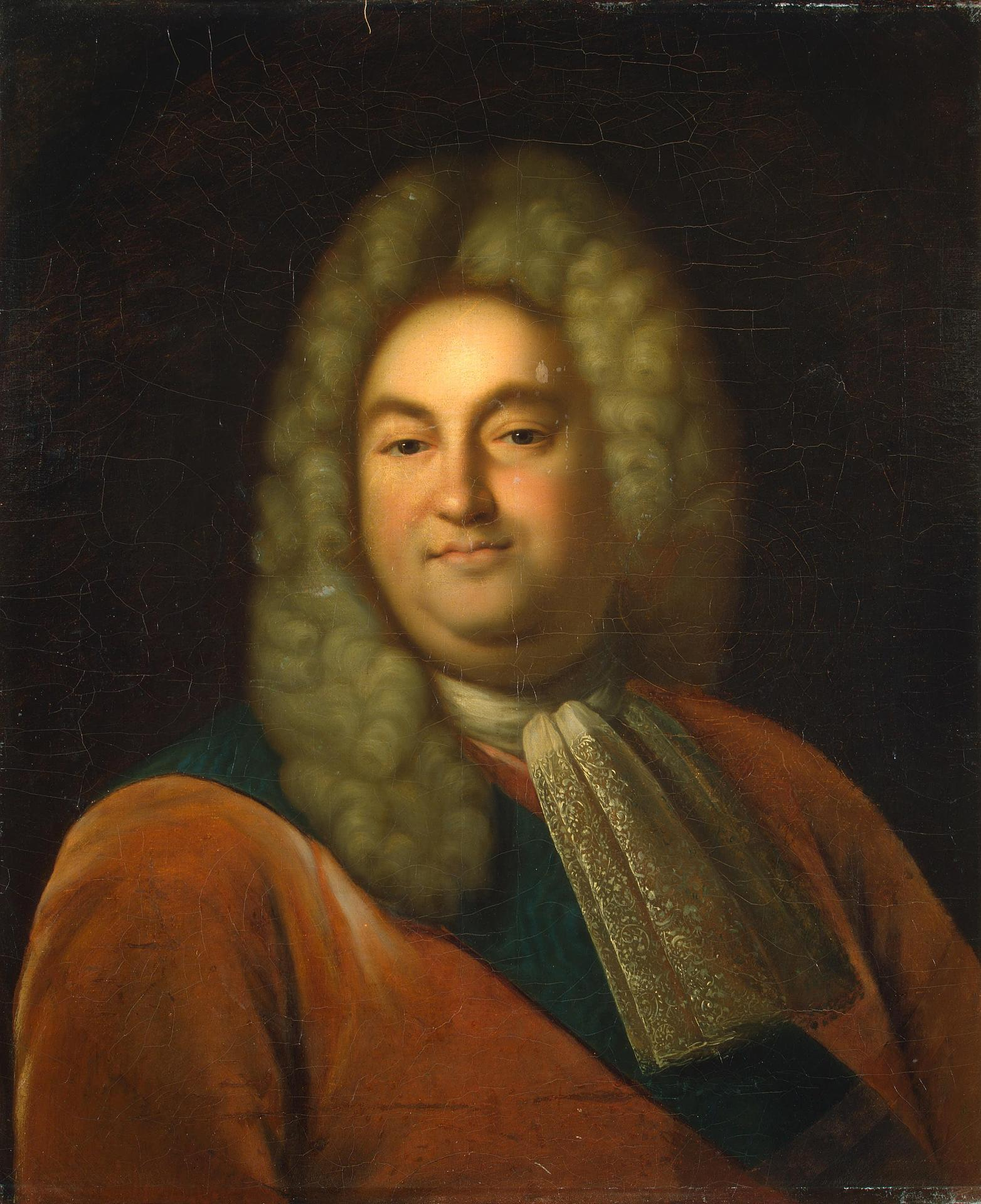
Пётр Павлович Шафиров

Название дано в 1903 году по фамилии сподвижника Петра I — Петра Павловича Шафирова.
В 1990 году на проспекте построен путепровод через железнодорожные пути.
В 2005 году Шафировский проспект соединён с Кольцевой автодорогой.

## Пересечения
Шафировский проспект пересекает следующие улицы:
- Пискарёвский проспект
- Ручьёвская дорога
- проезд к Шатёрной улице
- Индустриальный проспект
- Кольцевая автодорога

## Объекты
- гипермаркет «Лента» (бывший «К-Руока») — Пискарёвский проспект, дом 59. На участке вдоль Шафировского проспекта, ранее занимаемом торгово-закупочной базой Западного военного округа МО России, с конца 2012 года велась расчистка территории и строительство финского гипермаркета «К-Руока»[1]. Открытие гипермаркета было запланировано на 2015 год[2]. В связи с тем, что гипермаркет открыли раньше планируемого срока — 20 сентября 2013 года, и работы по реконструкции Шафировского проспекта ещё продолжаются, подъезд к торговому комплексу пока осуществляется только со стороны Волго-Донского проспекта. В октябре 2016 года К-Руока объявила об уходе из России и о продаже торговых мощностей торговой сети «Лента»[3].
- Санкт-Петербургский крематорий
- Шафировский путепровод

## Реконструкция
59°59′29″ с. ш. 30°26′03″ в. д.
Весной 2013 года «Мостострой № 6» начал работы по реконструкции Шафировского проспекта и строительству транспортной развязки на пересечении с Пискарёвским проспектом. Инвестиции в проект составляют 2,9 млрд рублей.
По данным на 2013 год окончание строительства развязки было запланировано на конец 2014 года.
29 августа 2014 года была открыта для движения первая очередь транспортной развязки — по виадуку от проспекта Непокорённых к Шафировскому проспекту в сторону КАД. 29 ноября 2014 года открыли для движения транспорта съезд, который позволяет проехать от КАД по Шафировскому проспекту направо на Пискарёвский проспект (в сторону Руставели), а также позволяет машинам, которые едут со стороны площади Мужества в сторону Пискарёвского проспекта, повернуть на него в направлении Руставели.
В январе 2015 года срок окончания строительства перенесли на август 2015 года.
В августе 2015 года стало известно об отставании от графика на один месяц.
В сентябре 2015 года гендиректор компании «Мостострой № 6» Дмитрий Тюрин заявил, что 15 сентября 2015 года на развязке закончили часть работ, чтобы пустить движение в сторону площади Мужества и оформляются документы, за которыми последует пуск движения.
В ноябре 2015 года стал известен новый срок окончания строительства — май 2016 года.
В мае 2016 года срок полной сдачи объекта был перенесён на III квартал 2017 года.
Полное открытие движения по развязке произошло зимой 2017/18 года

## Транспорт
Ближайшие станции метро — «Площадь Мужества» и «Академическая».
Автобусные маршруты № 138, 153.